# 白山瀬

鮮新世後期から更新世前期の日本列島。現在の能登半島北方の大陸棚付近が隆起し陸化している。

白山瀬（はくさんせ）は、能登半島沖の日本海にある中深度海域の海底地形名。

## 概要
石川県の能登半島の北方約110kmにある海域で、水深250m - 500mほどの平坦な高まりが北西から南東方向に広がっている。少なくとも中新世中期から鮮新世後期までは島（古白山島）であったとされる。水産資源に恵まれた良好な漁場となっている。

## 地形
能登半島沖の海底は舳倉島（石川県輪島市）付近まで水深130m - 140mの大陸棚が広がっている。この大陸棚の幅は能登半島の海岸線から北に約43km、北西に約59km、西側に約15kmに及ぶ。大陸棚の北側の外縁から先はいったん水深約850mまで緩やかに下降した後再び上昇して白山瀬に到達する。
白山瀬は最小水深250mと265mの二つの堆からなる。いずれの堆頂面も平坦であるが、北西側にある最小水深250mの堆は西方に、南東側にある最小水深265mの堆は東方に傾動している。これら二つの堆は北西から南東方向の断層で分けられ、堆の間は水深500mほどの地溝を形成している。これら二つの堆のほかにも、やや水深の深い複数の堆が概ね北西から南東方向の断層に沿って連なっており、これらは総称して白山堆群と呼ばれている。白山瀬の北側と西側の海底は大和海盆に、東側は富山トラフに落ち込んでいる。
新第三紀中新世中期には能登半島はもっと北に延び（古能登半島）、その先端に古白山島が北西から南東方向に横たわっていたとされる。中新世後期までに大きな地殻変動があり、古白山島は隆起し面積を増す一方、古能登半島は沈降した。現在の日本海の海底地形が形成された鮮新世後期の地殻変動で、現在の大陸棚付近が隆起し陸化する一方、古白山島は沈降し古白山諸島となった。白山瀬の堆頂の平坦面はこの時代に形成されたと考えられている。その後第四紀更新世に入って古白山諸島や現在の大陸棚付近が沈降するとともに、舳倉島や七ツ島が隆起し、現在の地形が形成された。

## その他
- 白山瀬は、大和堆とともに戦後開発された良好な漁場であり[2][4]、ベニズワイガニ[5]などが漁獲されている。

- 白山瀬の呼称は、これを発見した船の名である白山丸に由来する[6]。